# Головко Григорій Володимирович

Могила Григорія Головка на Байковому кладовищі

Головко́ Григо́рій Володи́мирович (30 вересня [13 жовтня] 1900, с. Дібрівка, Миргородський повіт, Полтавська губернія, Російська імперія — 31 жовтня 1982, Київ, Українська РСР, СРСР) — український архітектор, мистецтвознавець. Академік Академії будівництва і архітектури УРСР (1958), заслужений будівельник УРСР (1960), заслужений архітектор УРСР (1970). Лауреат Державної премії УРСР в галузі науки і техніки (1971).

## Біографія
Народився 30 вересня (13 жовтня) 1900 року в селі Дібрівці Миргородського повіту Полтавської губернії, Російська імперія (нині Миргородський район Полтавської області, Україна) у багатодітній селянській сім'ї. Батьки мали дві десятини землі, жили з того, що обробляли її та працювали в сусідських поміщиків. Батько помер 1909 року, мати — 1919 року.
В юнацькому віці в 1912—1913 роках Григорій Головко працював збруйником на Дубровському кінному заводі, у 1913—1914 роках — у Москві в пекарні Філіппова, у 1914—1918 роках — був конюхом, молотобійцем, ковалем на іподромах Москви та Києва.
Після революції в 1918—1919 роках воював у складі Миргородського загону червоних партизан, що діяв поблизу Миргорода та Полтави. У квітні 1919 року отримав контузію ніг, проте з травня 1920 року повернувся до лав Червоної армії. У 1922 році демобілізований.
1921 року став членом Комуністичної партії (більшовиків) України. У 1922—1930 роках перебував на партійній роботі в с. Дубровці, Миргороді, Сорочинцях на Полтавщині, був секретарем Старо-Синявського райкому на Вінниччині та Хабенського (Поліського) райкому партії на Київщині.
У 1930–1935 роках навчався на архітектурному факультеті Київського будівельного інституту (нині Київський національний університет будівництва і архітектури). По закінченні навчання отримав спеціальність архітектора з планування міст. Як відмінника його залишили працювати при інституті на посаді архітектора архітектурної майстерні (1935—1936 рр.).
У 1936—1939 роках очолював архітектурно-планувальне управління Київської міської ради, ця посада поєднувалася з посадою головного архітектора Києва. У цей час брав участь і керував розробкою окремих вузлів генерального плану Києва, проводив експертизу центрів вулиць і комплексну схему Києва, консультував низку проєктів міст та районних центрів західних областей УРСР. На той час Головку було 36 років, минув щойно рік, як він закінчив інститут, жодної практики не мав, але тоді це було нормальним явищем.
У 1937 році був обраний головою Спілки архітекторів УРСР (нині Національна спілка архітекторів України), перезатверджений в листопаді 1944 року та обіймав цю посаду до 1974 року. Про його роботу на посаді очільника спілки, народний архітектор України, головний архітектор Києва у 1980-х роках Валентин Єжов відгукнувся таким чином:
|  | Не хочу казати про колишнього керівника Спілки Г. В. Головка як про професіонала (про тих, що відійшли на той світ, погано відгукуватися не прийнято). Однак сам факт [зосередження] керівництва Спілкою в руках однієї людини протягом тридцяти семи років (!) завдав, безумовно, величезної шкоди розвиткові архітектури України. […] Якби Головко був великою творчою особистістю, він не зміг би так довго залишатись за кермом Спілки, був би зметений всевладною рукою центральної влади за непослух або «помилки». Оригінальний текст (рос.) Не хочу говорить о бывшем руководителе Союза Г. В. Головко как о профессионале (об ушедших в мир иной плохо отзываться не принято). Однако сам факт руководства Союзом в руках одного человека в течение тридцати семи лет (!) нанёс, безусловно, огромный вред развитию архитектуры Украины. […] Будь Головко крупной творческой личностью, он не смог бы столь долго оставаться у руля Союза, был бы сметен всесильной рукой центральной власти за непослушание или «ошибки». |

Був відповідальним редактором журналу «Архітектура Радянської України», що виходив у 1938–1941 роках. Тривалий час входив до складу редколегії українського журналу «Строительство и архитектура».
Під час Другої світової війни був мобілізований до лав Червоної армії, був командиром роти, політруком інженерних військ (1941—1942), перебував у оперативній групі Військово-будівельного управління Південно-Західного фронту на посаді військового інженера та уповноваженого у справах будівництва військових об'єктів. У червні 1942 року за рішенням уряду відізваний з лав армії та призначений на роботу звільненим членом президії правління Спілки радянських архітекторів у Москві та одночасно головою Спілки радянських архітекторів України.
З грудня 1943 по жовтень 1944 року працював за сумісництвом начальником Управління у справах архітектури при Раді народних комісарів УРСР. За власним бажанням звільнений з посади начальника Архітектурно-планувального управління — головного архітектора міста Києва. У 1945 році призначений на посаду архітектора-автора державних архітектурних майстерень у Києві.
1951 року, у розпал компанії з боротьби з боротьби з космополітизмом, київських архітекторів Йосипа Каракіса та Якова Штейнберга було визначено як об'єкти для репресій серед архітектурної громадськості міста. Через нього Йосип Каракіс був звільнений з інституту. Як згадує Почесний член Української академії архітектури, лауреат Державної премії СРСР Авраам Мілецький:
|  | Опрацювання й осуд «космополітів» проходили повсюдно. Провела їх і Спілка архітекторів України, шельмуючи відомих і талановитих архітекторів (професора Якова Штейнберга та згадуваного мною [доцента] Йосипа Каракіса). Все це відбувалось у присутності людей, які знали їх творчий потенціал, а керував ганебним дійством малограмотний архітектор, беззмінний голова Спілки та покірний виконавець усіх доручень партії Григорій Головко. Оригінальний текст (рос.) Проработки и осуждение «космополитов» проходили повсеместно. Провёл их и Союз архитекторов Украины, шельмуя известных и талантливых архитекторов (профессора Якова Штейнберга и упоминаемого мною Иосифа Каракиса). Всё это происходило в присутствии людей, знавших их творческий потенциал, а руководил позорным действом малограмотный архитектор, бессменный председатель Союза и покорный исполнитель всех поручений партии Григорий Головко. |

У 1959–1976 роках займав посаду директора Київського науково-дослідного інституту теорії, історії та перспективних проблем радянської архітектури. Член-кореспондент Академії архітектури УРСР від 1950 року. З 1958 року — дійсний член Академії будівництва і архітектури УРСР.
Помер 31 жовтня 1982 року в Києві (нині Україна, за радянським адмінподілом Українська РСР, СРСР). Похований на Байковому кладовищі.

## Творчість

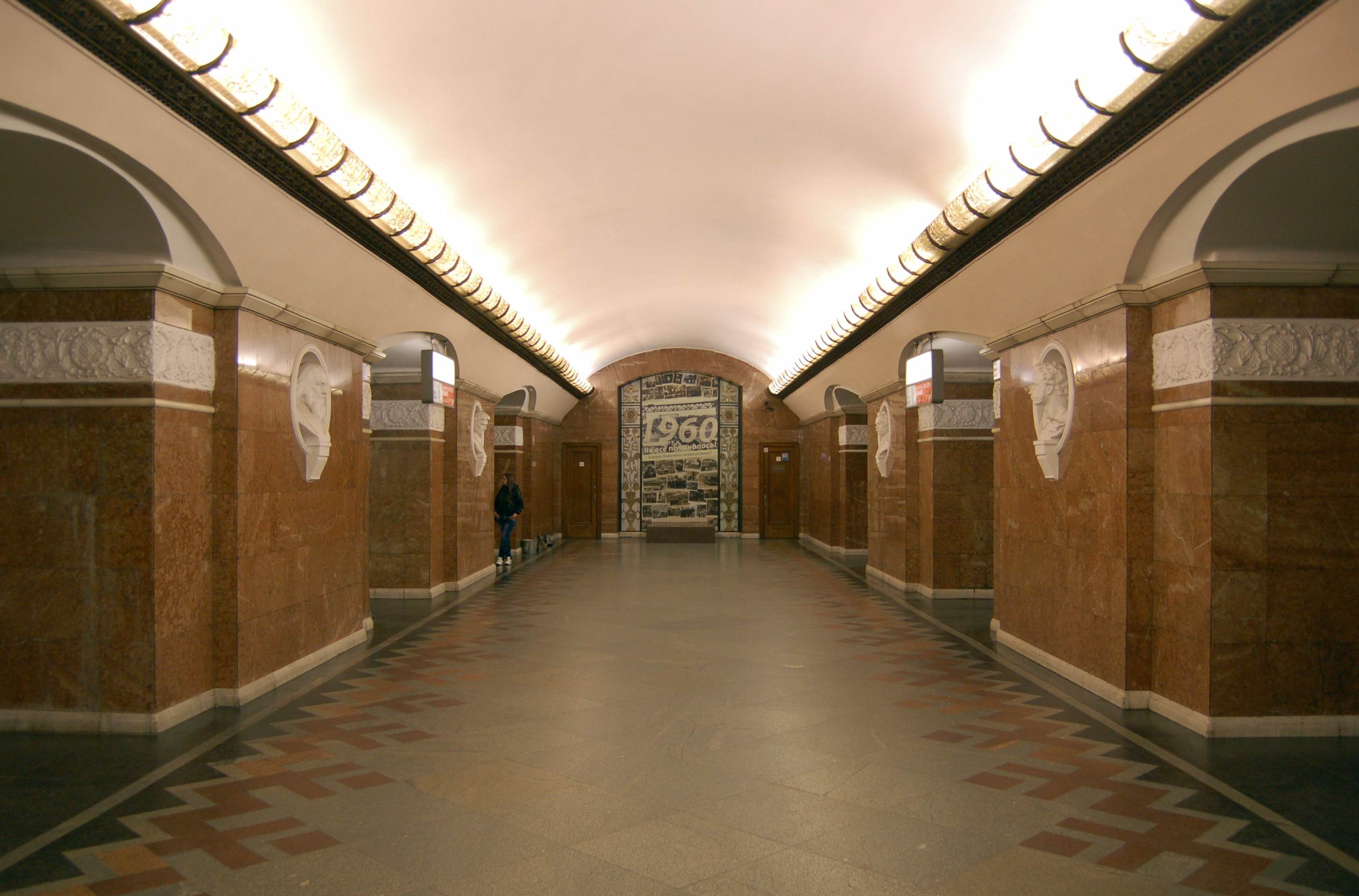
Станція метро «» Автори: Г. В. Головко, Є. Л. Іванов, М. М. Сиркін, Т. Д. Елігулашвілі, Л. Л. Семенюк, О. С. Лозинська, Б. В. Дзбановський
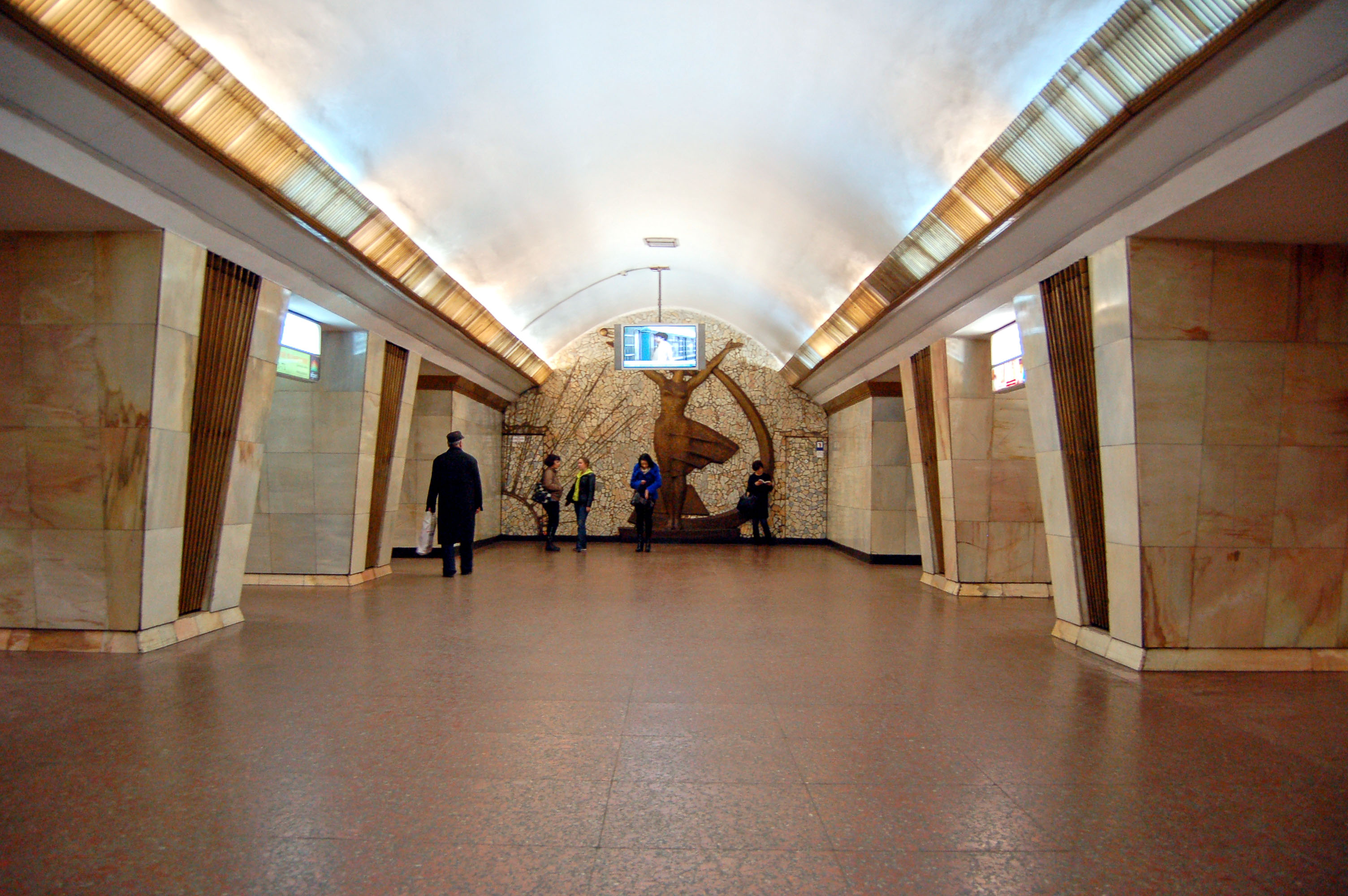
Станція метро «» Автори: Г. В. Головко, Є. Л. Іванов, М. М. Сиркін, Б. В. Дзбановський
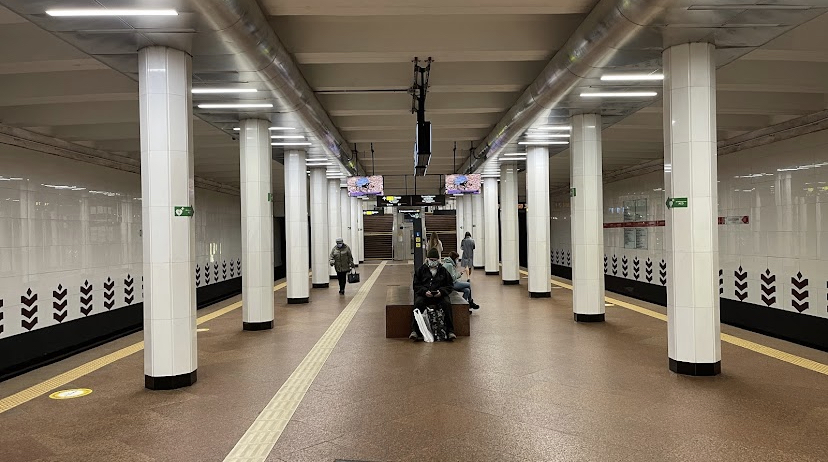
Станція метро «» Автори: Г. В. Головко, М. М. Сиркін, М. С. Коломієць

Співавтор проєктів повоєнного планування міст Білої Церкви (Київська область), Новограда-Волинського (Житомирська область), станцій Київського метрополітену «Університет» (1960), «Політехнічний інститут» (1963), «Святошин» (1970), будинку Інституту гідрології та гідротехніки АН УРСР у Києві (1953—1955).
Брав участь у підготовці енциклопедичного видання «Історія українського мистецтва» (у шести томах, 1966—1970). За цю працю разом з іншими вченими 21 грудня 1971 року Головку присуджено Державну премію УРСР в галузі науки і техніки.
У своїх роботах Григорій Головко неофіційно використовував працю авторів, імена яких потім не включав до списку співавторів. Приміром, на початку 1950-х він ночами (щоб сусіди архітектори не бачили) ходив до Йосипа Каракіса, який малював для нього станції метро. (Після історії з «космополітизмом» він називав Каракіса «талановитою людиною» і лише за кілька років Каракіс дізнався, що саме Головко був причетний до того, що його звинуватили в «космополітизмі»). Для яких саме станцій Головко залучав Каракіса та чи використовувалася взагалі згодом ця робота — невідомо, однак, за свідченням мистецтвознавців, фасад будівлі наземного вестибюля станції «Університет» з боку Ботанічного саду чимось нагадує творчий почерк Каракіса.
- Станція метро «Університет»
Автори: Г. В. Головко, Є. Л. Іванов, М. М. Сиркін, Т. Д. Елігулашвілі, Л. Л. Семенюк, О. С. Лозинська, Б. В. Дзбановський
- Станція метро «Політехнічний інститут»
Автори: Г. В. Головко, Є. Л. Іванов, М. М. Сиркін, Б. В. Дзбановський
- Станція метро «Святошин»
Автори: Г. В. Головко, М. М. Сиркін, М. С. Коломієць

## Наукові праці та публікації
- 1939 — Із спогадів сталінського наркома: до других роковин з дня смерті Г. К. Орджонікідзе / Г. В. Головко // Архітектура Радянської України. — 1939. — № 2. — С. 4–6 : фото.
- 1939 — Роботу Спілки радянських архітекторів УРСР — на вищий рівень / Г. В. Головко // Архітектура Радянської України. — 1939. — № 3. — С. 22–28 : фото, план.
- 1939 — Соціалістична по змісту й національна по формі архітектура // Архітектура Радянської України. — 1939. — № 10. — С. 4–6.
- 1940 — Побільше сміливості і конкретності (З матеріалів української республіканської наради) / Г. В. Головко // Архітектура Радянської України. — 1940. — № 8. — С. 20–22.
- 1940 — Актуальні проблеми в творчій роботі архітектора / Г. В. Головко // Архітектура Радянської України. — 1940. — № 12. — С. 3–6.
- 1952 — Вище вимогливість до творчості / Г. В. Головко // Вісник Академії архітектури УРСР. — 1952. — № 1. — С. 11–12.
- 1953 — Підсумки республіканського конкурсу на кращу будівлю / Г. Головко // Архітектура і будівництво. — 1953. — № 1. — С. 11–15 : фото.
- 1954 — Расцвет зодчества Советской Украины / Зодчество Украины. — К. : Издательство Академии архитектуры Украины, 1954. — С. 3–75. (рос.)
- 1955 — Міжнародний конгрес архітекторів / Г. Головко // Архітектура і будівництво. — 1955. — № 6. — С. 26–29 : фото.
- 1955 — Архитектура советской Украины / Г. Головко // Архитектура СССР. — 1955. — № 12. — С. 29–33 : ил. (рос.)
- 1957 — Украина строит (у співавторстві). (рос.)
- 1957 — Архитектура Советской Украины. — М. : Стройиздат, 1973. — 158 с. : ил. (рос.)
- 1960 — Творческие поиски нового / Г. Головко // Строительство и архитектура. — 1960. — № 4. — С. 9-14 : фото, плани.
- 1960 — Архитектура Киевского метрополитена [Архівовано 9 серпня 2014 у Wayback Machine.] / Г. Головко // Строительство и архитектура. — 1960. — № 11. — С. 15–16 : іл. між с. 16–17. (рос.)
- 1962 — Нариси історії архітектури Української РСР: радянський період / М. О. Грицай [та ін.] ; редкол. Г. В. Головко (голов. ред.) [та ін.] ; АБіА УРСР, Ін-т теорії та історії арх-ри і буд. техніки. — К. : Держбудвидав УРСР, 1962. — 351 с.: іл.
- 1963 — Актуальные проблемы теории и творческой практики / Г. Головко // Архитектура СССР. — 1963. — № 9. — С. 44–49. (рос.)
- 1963 — Киевский метрополитен / Г. В. Головко, Н. С. Коломиец. — К. : Госстройиздат УССР, 1963. — 40 с. (рос.)
- 1964 — Архітектура України на новому етапі (1954—1964) / Г. В. Головко, О. Н. Ігнатов, М. С. Коломієць. — К. : Будівельник, 1964. — 150 с. : [30] с. іл.
- 1965 — К вопросу о национальном и интернациональном в архитектуре // Строительство и архитектура. — 1965. — № 9. — С. 29–36. (рос.)
- 1967 — Архитектура Советской Украины / Г. Головко // Архитектура СССР. — 1967. — № 8. — С. 1-12 : ил. (рос.)
- 1967 — Архітектура України. 1917—1967 / ред. колегія: Г. В. Головко [та ін.]. — К. : Будівельник, 1967. — 143 с.: 11 с. іл.
- 1967 — Украинский Союз архитекторов // Архитектура СССР. — 1967. — № 12. — С. 18–20. (рос.)
- 1970 — Материалы творческого смотра / Г. Головко // Архитектура СССР. — 1970. — № 4. — С. 12–17 : фот. (рос.)
- 1972 — Братское единение советских зодчих / Г. Головко // Архитектура СССР. — 1972. — № 10. — С. 8–13 : ил. (рос.)
- 1973 — Архитектура Советской Украины. — К. : Будівельник, 1973. — 98 с. (рос.)
- 1974 — Сучасна архітектура Радянської України / за ред. Г. В. Головка. — К. : Будівельник, 1974. — 151 с.

## Нагороди
Нагороджений орденами Леніна, Трудового Червоного Прапора, медалями.